# Lise Haavik
Lise Haavik (født 23. februar 1962) er en dansk-norsk sanger, bedst kendt for at repræsentere Danmark i Bergen under Eurovision Song Contest i 1986. Hun var også velkendt i sit hjemland for sit arbejde i duoen Trax sammen med sin daværende mand John Hatting.

## Biografi

### Opvækst
Lise Haavik blev født i Narvik den 23. februar 1962. Hun flyttede til Danmark i 1982 for at studere økonomi ved Odense Universitet og Copenhagen Business School. Haavik samarbejdede med John Hatting i slutningen af 1983, og de giftede sig lige efter. På det tidspunkt arbejdede hun med musik på fuldtid og stoppede med at studere.

### Musikalsk karriere
Et år efter hun flyttede til Danmark, kom Haavik med i Se & Hørs amatørsangkonkurrence, hvor hun kom på andenpladsen. Lige efter dette mødte hun John Hatting som sent i 1983 søgte efter en kvindelig sanger gennem et pladeselskab for at starte en duo. Pladeselskabet sendte Haavik, og de etablerede duoen Trax.
Hun repræsenterede Danmark i 1986 Eurovision Song Contest med sangen "Du er fuld af løgn". Mens begge var til stede til konkurrencen var det kun Haavik der sang og blev krediteret under fremførelsen (Hatting blev senere krediteret som komponist). Sangen gjorde det godt i konkurrencen og fik en sjetteplads af i alt 20 deltagere. Det blev den eneste gang Haavik kom til at deltage i Eurovision, efter mislykkede forsøg på at repræsentere Danmark i 1984 og 1985. Efterfølgende gik Trax i opløsning og Haavik og Hatting blev skilt i 1988. I 1990'erne giftede Haavik sig igen, denne gang med bulgariske Stanislav Donev.
Haavik udgav i 1998 albummet "Lise Haavik" og i 2007 albummet "Cry Me a River". Hun er stadigvæk aktiv sanger i dag, bl.a optræder hun med Jon Kjærran, samt i ABBA-covergruppen "Absolute ABBA".